# Karl Paulmichl
Karl Ludwig Paulmichl (* 16. März 1873 in Landeck; † 3. Oktober 1933 in Innsbruck) war ein österreichischer Architekt.

## Leben
Karl Paulmichl studierte an den Technischen Hochschulen in Wien, München und Berlin. Von 1897 bis 1902 arbeitete er bei der Firma Dieckmann & Reglin in Berlin. Von 1902 bis 1907 war Paulmichl als selbständiger Architekt tätig. Von 1908 bis 1914 unterrichtete er als Lehrer an der Bauhandwerkerschule in Imst. Mit 1919 bis zu seiner Pensionierung unterrichtete er an der Staatsgewerbeschule Innsbruck.
1908 gründete er den Verein für Heimatschutz und Heimatpflege in Tirol. Von 1924 bis 1933 war er Korrespondent des Bundesdenkmalamtes für den Bezirk Imst.

## Realisierungen

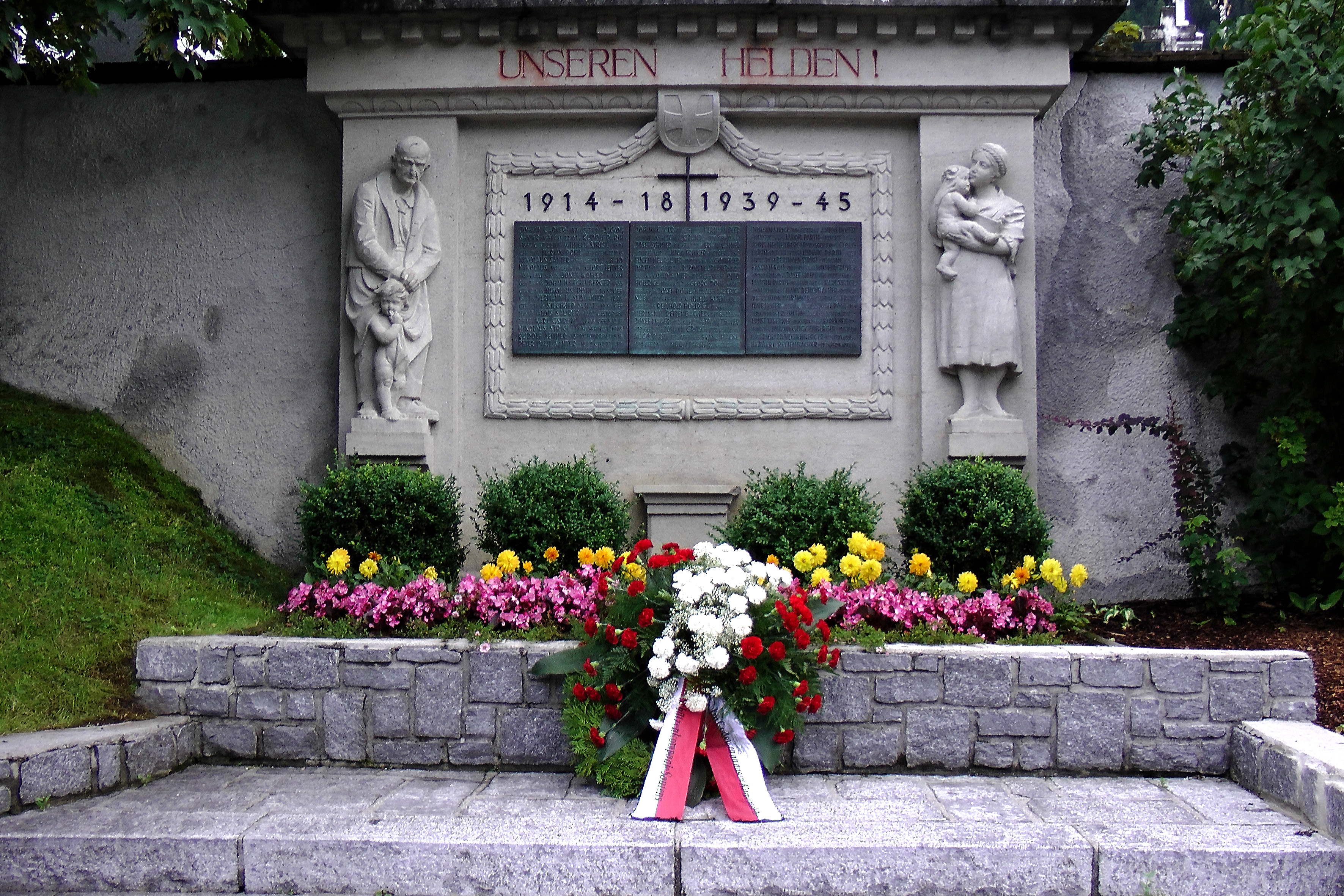
Kriegerdenkmal Sautens

- Wiederaufbau von Zirl nach dem Brand von 1908
- Wiederaufbau von Zams nach dem Brand von 1911
- 1912/1913: alte Volksschule Vils[1]
- 1921: Friedhofskapelle Schnann[2]
- 1922: Kriegerdenkmal Sautens[3]
- 1927: Umbau der Pfarrkirche Schnann
- 1932: Umbau der Pfarrkirche Schönwies
- Kriegerdenkmal Bschlabs[4]